# Superserien för herrar 2019
Superserien 2019 var Sveriges högsta division i amerikansk fotboll för herrar säsongen 2019. Serien spelades 6 april–16 juni och vanns av Stockholm Mean Machines. Göteborg Marvels var kvalificerade, men valde att dra sig ur. Lagen mötte de andra lagen i dubbelmöten hemma och borta. Vinst gav 2 poäng, oavgjort 1 poäng och förlust 0 poäng.
De fyra bäst placerade lagen gick vidare till slutspel. SM-slutspelet spelades 29 juni–6 juli och även där segrade Stockholm Mean Machines.

## Tabell
| Nr | Lag                          | S | V | O | F | V%    | GP  | IP  | PS   | P  |
| -- | ---------------------------- | - | - | - | - | ----- | --- | --- | ---- | -- |
| 1  | Stockholm Mean Machines (RM) | 8 | 8 | 0 | 0 | 1,000 | 177 | 47  | +130 | 16 |
| 2  | Carlstad Crusaders (RL)      | 8 | 6 | 0 | 2 | 0,750 | 185 | 96  | +89  | 12 |
| 3  | Örebro Black Knights         | 8 | 3 | 0 | 5 | 0,375 | 56  | 156 | −100 | 6  |
| 4  | Uppsala 86ers                | 8 | 3 | 0 | 5 | 0,375 | 53  | 164 | −111 | 6  |
| 5  | Göteborg Marvels             | 8 | 0 | 0 | 8 | 0,000 | 0   | 8   | −8   | 0  |

Färgkoder:
|      | – Kvalificerad för mästerskapsslutspel |
|      | – Utgick på egen begäran               |
| (RL) | – Regerande ligamästare (seriesegrare) |
| (RM) | – Regerande svenska mästare            |

## Matchresultat
| Hemma \ Borta           | CC    | GM  | SMM   | U86  | ÖBK  |
| Carlstad Crusaders      | —     | 1–0 | 14–37 | 33–7 | 46–0 |
| Göteborg Marvels        | 0–1   | —   | 0–1   | 0–1  | 0–1  |
| Stockholm Mean Machines | 33–13 | 1–0 | —     | 34–6 | 23–7 |
| Uppsala 86ers           | 6–50  | 1–0 | 0–20  | —    | 25–6 |
| Örebro Black Knights    | 13–27 | 1–0 | 7–28  | 21–7 | —    |

## Slutspel

### Semifinaler
|       | 29 juni 2019 | Stockholm Mean Machines | 31 – 6                | Uppsala 86ers | Zinkensdamms IP |             |
| 15:00 | 15:00        |                         | (17 – 0) Matchrapport |               | Publik: 582     | Publik: 582 |
| 15:00 | 15:00        |                         |                       |               | Publik: 582     | Publik: 582 |
| 15:00 | 15:00        |                         |                       |               | Publik: 582     | Publik: 582 |

|       | 29 juni 2019 | Carlstad Crusaders | 65 – 32                | Örebro Black Knights | Tingvalla IP                  |                               |
| 17:00 | 17:00        |                    | (30 – 14) Matchrapport |                      | Publik: 837 Domare: J Batzler | Publik: 837 Domare: J Batzler |
| 17:00 | 17:00        |                    |                        |                      | Publik: 837 Domare: J Batzler | Publik: 837 Domare: J Batzler |
| 17:00 | 17:00        |                    |                        |                      | Publik: 837 Domare: J Batzler | Publik: 837 Domare: J Batzler |

### SM-final
|       | 6 juli 2019 | Stockholm Mean Machines | 49 – 35                | Carlstad Crusaders | Borås Arena       |                   |
| 19:00 | 19:00       |                         | (28 – 21) Matchrapport |                    | Domare: J Batzler | Domare: J Batzler |
| 19:00 | 19:00       |                         |                        |                    | Domare: J Batzler | Domare: J Batzler |
| 19:00 | 19:00       |                         |                        |                    | Domare: J Batzler | Domare: J Batzler |